# Albergo dell'Orso

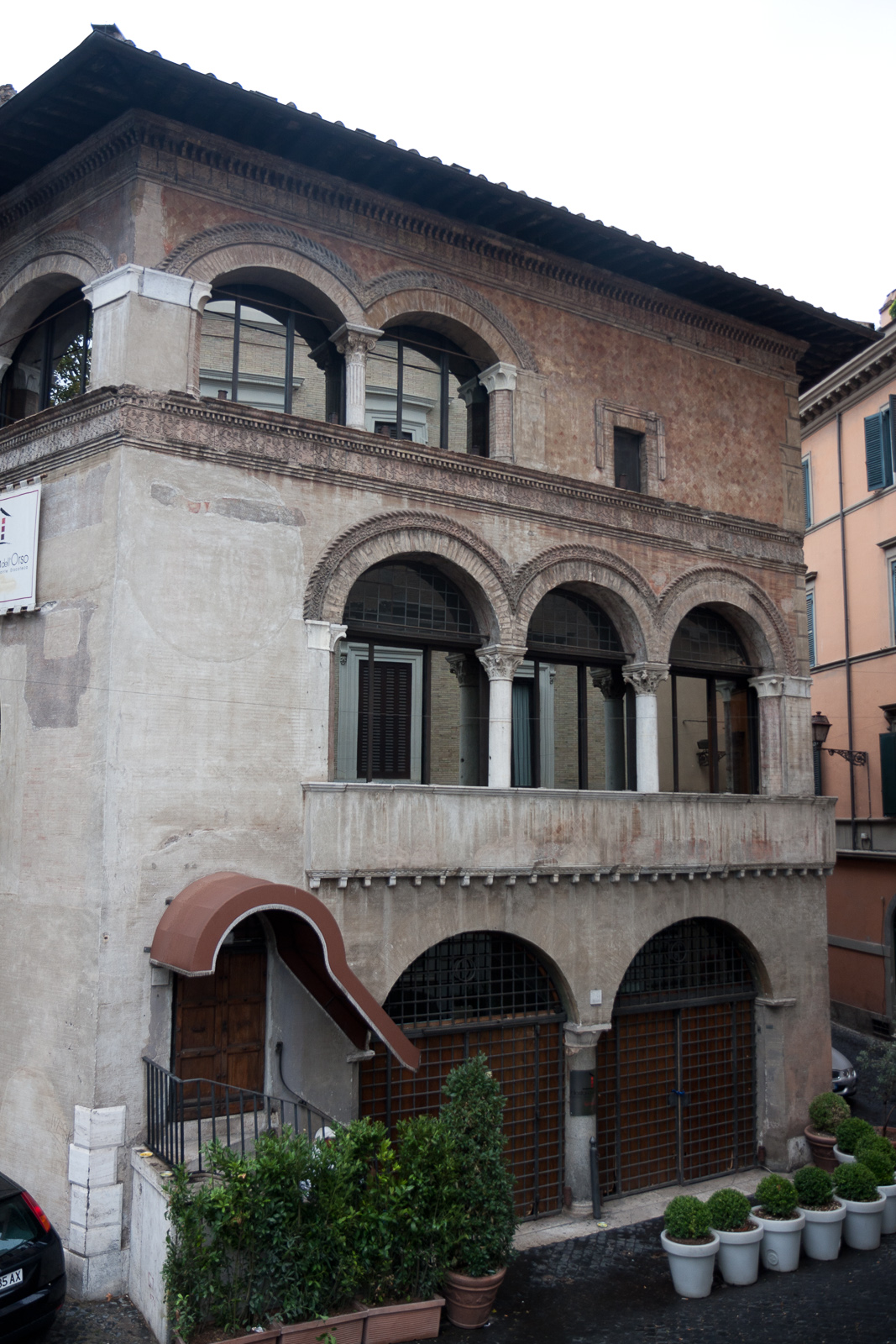
Fachada atual na Via dei Soldati.

Albergo dell'Orso é uma antiga residência localizada numa ponta de um quarteirão delimitada pela Via dell'Orso, Via dei Soldati e a Via di Monte Brianzo, no rione Ponte de Roma. O edifício atualmente abriga a Hostaria dell'Orso, um sofisticado restaurante romano.

## História

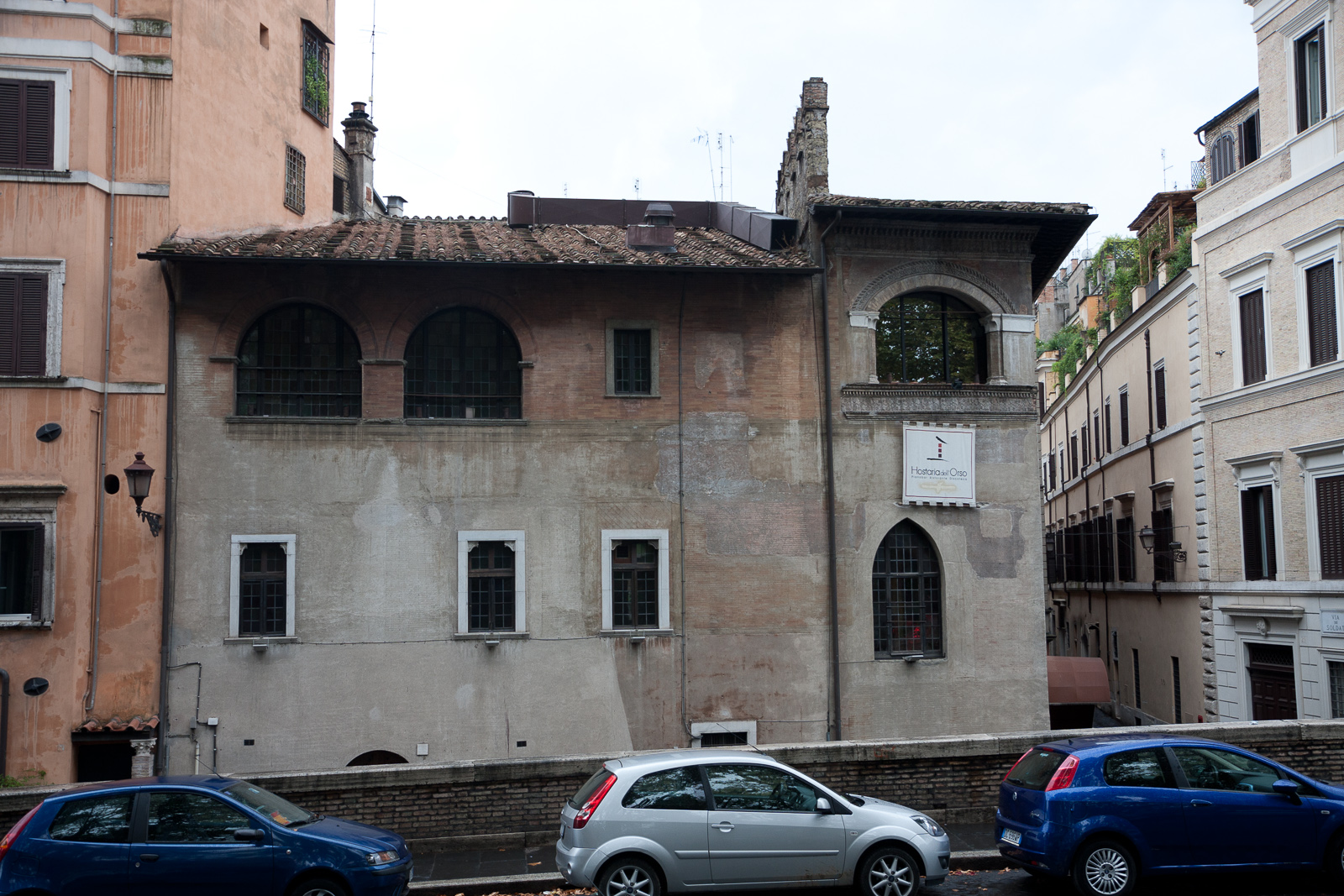
Vista atual a partir da Via di Monte Brianzo.

Em 1517, a Via dell'Orso recebeu este nome, provavelmente uma referência à inauguração do antigo Albergo dell'Orso, um dos pouquíssimos casos nos quais o nome de uma rua é uma referência a um local específico e não vice-versa. Sobre a origem do nome propriamente dito, há diversas interpretações: segundo alguns, ele seria derivado do nome do fundador, um tal Baccio dell'Orso, e, segundo outros, uma referência à marca do albergue, na qual estavam representados dois ursos.
A existência de dois relevos de mármore afixados em paredes nesta via apoiam esta última hipótese: um deles ainda pode ser visto na altura do número 87 e o outro ficava na esquina com a Via dei Soldati. Este último, um fragmento de um sarcófago romano do século III, foi roubado em 9 de março de 1976 e o que pode ser visto no local hoje é uma cópia que o escultor Vincenzo Piovano realizou dois anos depois com base nas poucas reproduções do original existentes na época. Seja como for, o que não corresponde à lenda são os próprios animais representados nas esculturas, que não são ursos e sim leões: o primeiro, um leão caçando um antílope e o segundo, um leão mordendo um javali. Supõe-se, no caso desta tese, que os dois animais, cuja representação é bastante imperfeita, tenham sido tomados como sendo ursos. O edifício foi construído no século XV por uma família da baixa nobreza romana, os Piccioni, os mesmos que, em 1517, transformaram o edifício num albergue, um dos melhores da cidade na época. A localidade, perto do Porto di Ripetta, era conhecido por suas pousadas baratas e bordeis. 

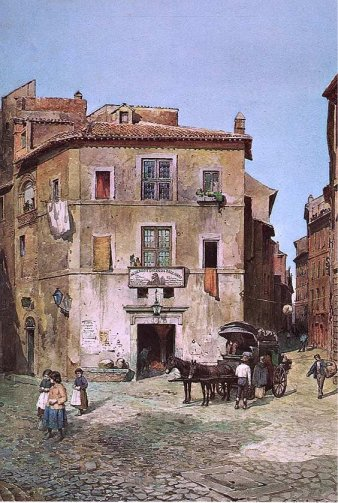
Aquarela de Ettore Roesler Franz (1880).

Poucos albergues possuem uma história mais ilustre. Apesar de ser lendária a estadia do poeta Dante, é certo que ali se hospedaram durante suas viagens por Roma os escritores franceses Rabelais e Michel de Montaigne (em sua Voyage en Italie, 1580-1581), Gogol, Goethe e muitos outros. A boa reputação perdurou até pelo menos 1630, quando o albergue já tinha uma fama bem pior, abrigando nessa época condutores, mensageiros e cavalariços, uma referência ao fato de o edifício ter se transformado numa estação de correios para viagens públicas e privadas, como evidenciado pela aquarela de Ettore Roesler Franz: no centro do edifício ficava uma grande placa em madeira representando um urso sentado e acorrentado e, em letras vermelhas, a inscrição "Albergo e Locanda dell'Orso". Dos dois lados, em italiano e francês, a inscrição "Vetture per lo Stato e per l'Estero. Spedizioni di Mercanzie e cavalli da Tiro" ("Carruagens para o Estado e para o Estrangeiro. Entregas de Mercadorias e Cavalos Rápidos"). Mais tarde, a Via dell'Orso ficou famosa por seus antiquários: em uma das lojas, o cardeal Joseph Fesch, tio de Napoleão Bonaparte, encontrou uma segunda tela que, unida à uma outra que ele já possuía, se revelou ser, depois de um trabalho de restauração, a obra "São Jerônimo", de Leonardo da Vinci, atualmente na Pinacoteca Vaticana.
No mapa de 1781 de Giuseppe Vasi, a Strada dell'Orso era uma via muito mais longa, pois ela incorporava também a moderna Via dei Coronari. Ambas eram parte da Via Recta, uma rua aberta pelo papa Sisto IV e alterada no final do século XIX, quando as duas foram separadas. O edifício atualmente abriga a Hostaria dell'Orso, um dos mais sofisticados restaurantes de Roma, mas é tristemente conhecido pelo excesso de restaurações. 